# Johann Sebastian Bach műveinek listája

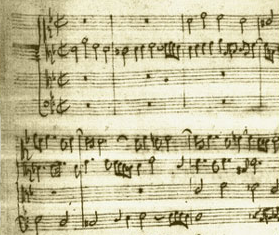
Részlet A fúga művészetéből

Johann Sebastian Bach műveinek teljes jegyzékét Wolfgang Schmieder adta ki 1950-ben, Lipcsében, Thematisch-systematisches Verzeichnis der musikalischen Werke von Johann Sebastian Bach címmel. Bach korában nem volt szokásos a művek opus-számozása, ezért műveire a Schmieder-féle jegyzék sorszámaival hivatkoznak Bach-Werke-Verzeichnis (Bach-műjegyzék, BWV-jegyzék; ejtsd: bévéfau) címmel. A Bach-kutatás előrehaladtával kerültek bele kiegészítések (BWV Anhang), de az alapszisztéma megmaradt. Ez a rendszer a művek tematikáján alapszik.
1985-ben szintén Lipcsében adták ki a Bach-kompendium (alcíme: J. S. Bach műveinek analitikus és bibliografikus repertóriuma) című, a legújabb kutatásokra épülő Bach-műjegyzéket. Ezt a listát Hans-Joachim Schulze és Christoph Wolff állították össze. Ez abban különbözik a BWV-tól, hogy az egyes műfaji csoportokon belül (különösen a kantáták esetében) kronologikus sorrendet állít fel.

## Vokális művek

### Egyházikantáták(BWV 1–200)
- BWV 1 – Wie schön leuchtet der Morgenstern
- BWV 2 – Ach Gott vom Himmel sieh' darein
- BWV 3 – Ach Gott, wie manches Herzeleid
- BWV 4 – Christ lag in Todesbanden
- BWV 5 – Wo soll ich fliehen hin
- BWV 6 – Bleib' bei uns, denn es will Abend werden
- BWV 7 – Christ unser Herr zum Jordan kam
- BWV 8 – Liebster Gott, wann werd' ich sterben
- BWV 9 – Es ist das Heil uns kommen her
- BWV 10 – Mein Seel' erhebt den Herren!
- BWV 11 – Lobet Gott in seinen Reichen (az altária a h-moll mise Agnus Dei tételének korai változata)
- BWV 12 – Weinen, Klagen, Sorgen, Zagen (a nyitókórus a h-moll mise Crucifixus (Credo) tételének korai változata)
- BWV 13 – Meine Seufzer, meine Tränen
- BWV 14 – Wär' Gott nicht mit uns diese Zeit
- BWV 15 – Denn du wirst meine Seele nicht in der Höhle lassen
- BWV 16 – Herr Gott, dich loben wir
- BWV 17 – Wer Dank opfert, der preiset mich
- BWV 18 – Gleich wie der Regen und Schnee vom Himmel fällt
- BWV 19 – Es erhub sich ein Streit
- BWV 20 – O Ewigkeit, du Donnerwort
- BWV 21 – Ich hatte viel Bekümmernis
- BWV 22 – Jesus nahm zu sich die Zwölfe
- BWV 23 – Du wahrer Gott und Davids Sohn
- BWV 24 – Ein ungefärbt Gemüte
- BWV 25 – Es ist nichts gesundes an meinem Leibe
- BWV 26 – Ach wie flüchtig, ach wie nichtig
- BWV 27 – Wer weiß, wie nahe mir mein Ende
- BWV 28 – Gottlob! Nun geht das Jahr zu Ende
- BWV 29 – Wir danken dir Gott, wir danken dir (A preludium az E-dúr szólóhegedű-partita preludiumának átirata, a kórus a h-moll mise Gratias agimus tibi és Dona nobis pacem tételeinek korai változata, más szöveggel)
- BWV 30 – Freue dich, erlöste Schar
- BWV 30a – Angenehmes Wiederau
- BWV 31 – Der Himmel lacht, die Erde jubilieret
- BWV 32 – Liebster Jesu, mein Verlangen
- BWV 33 – Allein zu dir, Herr Jesu Christ
- BWV 34 – O ewiges Feuer, o Ursprung der Liebe
- BWV 34a – O ewiges Feuer, o Ursprung der Liebe (befejezetlen)
- BWV 35 – Geist und Seele wird verwirret
- BWV 36 – Schwingt freudig euch empor
- BWV 36a – Steigt freudig in die Luft
- BWV 36b – Die Freude reget sich
- BWV 36c – Schwingt freudig euch empor
- BWV 37 – Wer da glaubet und getauft wird
- BWV 38 – Aus tiefer Not schrei' ich zu dir
- BWV 39 – Brich dem Hungrigen dein Brot
- BWV 40 – Dazu ist erschienen der Sohn Gottes
- BWV 41 – Jesu, nun sei gepreiset
- BWV 42 – Am Abend aber desselbigen Sabbats
- BWV 43 – Gott fähret auf mit Jauchzen
- BWV 44 – Sie werden euch in den Bann tun
- BWV 45 – Es ist dir gesagt, Mensch, was gut ist
- BWV 46 – Schauet doch und sehet, ob irgend ein Schmerz sei (a nyitókórus első fele a h-moll mise Qui tollis... tételének (Gloria) korai változata)
- BWV 47 – Wer sich selbst erhöhet, der soll erniedriget werden
- BWV 48 – Ich elender Mensch, wer wird mich erlösen
- BWV 49 – Ich geh' und suche mit Verlangen
- BWV 50 – Nun ist das Heil und die Kraft
- BWV 51 – Jauchzet Gott in allen Landen
- BWV 52 – Falsche Welt, dir trau' ich nicht
- BWV 53 – Schlage doch, gewünschte Stunde
- BWV 54 – Widerstehe doch der Sünde
- BWV 55 – Ich armer Mensch, ich Sündenknecht
- BWV 56 – Ich will den Kreuzstab gerne tragen
- BWV 57 – Selig ist der Mann
- BWV 58 – Ach Gott, wie manches Herzeleid
- BWV 59 – Wer mich liebet, der wird mein Wort halten
- BWV 60 – O Ewigkeit, du Donnerwort
- BWV 61 – Nun komm, der Heiden Heiland
- BWV 62 – Nun komm, der Heiden Heiland
- BWV 63 – Christen, ätzet diesen Tag
- BWV 64 – Sehet, welch eine Liebe hat uns der Vater erzeiget
- BWV 65 – Sie werden aus Saba alle kommen
- BWV 66 – Erfreut euch, ihr Herzen
- BWV 66a – Der Himmel dacht auf Anhalts Ruhm und Glück – serenata
- BWV 67 – Halt im Gedächtnis Jesum Christ
- BWV 68 – Also hat Gott die Welt geliebt
- BWV 69 – Lobe den Herrn, meine Seele
- BWV 69a – Lobe den Herrn, meine Seele
- BWV 70 – Wachet! betet! betet! wachet!
- BWV 70a – Wachet! betet! betet! wachet!
- BWV 71 – Gott ist mein König
- BWV 72 – Alles nur nach Gottes Willen
- BWV 73 – Herr, wie du willt, so schicks mit mir
- BWV 74 – Wer mich liebet, der wird mein Wort halten
- BWV 75 – Die Elenden sollen essen
- BWV 76 – Die Himmel erzählen die Ehre Gottes
- BWV 77 – Du sollst Gott, deinen Herren, lieben
- BWV 78 – Jesu, der du meine Seele
- BWV 79 – Gott, der Herr, ist Sonn' und Schild
- BWV 80 – Ein feste Burg ist unser Gott
- BWV 80a – Alles, was von Gott geboren
- BWV 80b – Ein Feste Burg ist unser Gott
- BWV 81 – Jesus schläft, was soll ich hoffen
- BWV 82 – Ich habe genug
- BWV 83 – Erfreute Zeit im neuen Bunde
- BWV 84 – Ich bin vergnügt mit meinem Glücke
- BWV 85 – Ich bin ein guter Hirt
- BWV 86 – Wahrlich, wahrlich, ich sage euch
- BWV 87 – Bisher habt ihr nichts gebeten in meinem Namen
- BWV 88 – Siehe, ich will viel Fischer aussenden, spricht der Herr
- BWV 89 – Was soll ich aus dir machen, Ephraim?
- BWV 90 – Es reifet euch ein schrecklich Ende
- BWV 91 – Gelobet seist du, Jesu Christ
- BWV 92 – Ich hab in Gottes Herz und Sinn
- BWV 93 – Wer nur den lieben Gott läßt walten
- BWV 94 – Was frag ich nach der Welt
- BWV 95 – Christus, der ist mein Leben
- BWV 96 – Herr Christ, der ein'ge Gottes-Sohn
- BWV 97 – In allen meinen Taten
- BWV 98 – Was Gott tut, das ist wohlgetan
- BWV 99 – Was Gott tut, das ist wohlgetan
- BWV 100 – Was Gott tut, das ist wohlgetan
- BWV 101 – Nimm von uns, Herr, du treuer Gott
- BWV 102 – Herr, deine Augen sehen nach dem Glauben
- BWV 103 – Ihr werdet weinen und heulen
- BWV 104 – Du Hirte Israel, höre
- BWV 105 – Herr, gehe nicht ins Gericht
- BWV 106 – Gottes Zeit ist die allerbeste Zeit – Actus Tragicus
- BWV 107 – Was willst du dich betrüben
- BWV 108 – Es ist euch gut, daß ich hingehe
- BWV 109 – Ich glaube, lieber Herr, hilf meinem Unglauben
- BWV 110 – Unser Mund sei voll Lachens
- BWV 111 – Was mein Gott will, das g'scheh' allzeit
- BWV 112 – Der Herr ist mein getreuer Hirt
- BWV 113 – Herr Jesu Christ, du höchstes Gut
- BWV 114 – Ach, lieben Christen, seid getrost
- BWV 115 – Mache dich, mein Geist, bereit
- BWV 116 – Du Friedefürst, Herr Jesu Christ
- BWV 117 – Sei Lob und Ehr' dem höchsten Gut
- BWV 118 – O Jesu Christ, mein's Lebens Licht
- BWV 119 – Preise, Jerusalem, den Herrn
- BWV 120 – Gott, man lobet dich in der Stille (a második tétel a h-moll mise Et expecto (Credo) tételének korai változata)
- BWV 120a – Herr Gott, Beherrscher aller Dinge
- BWV 120b – Gott, man lobet dich in der Stille
- BWV 121 – Christum wir sollen loben schon
- BWV 122 – Das neugebor'ne Kindelein
- BWV 123 – Liebster Immanuel, Herzog der Frommen
- BWV 124 – Meinen Jesum lass' ich nicht
- BWV 125 – Mit Fried' und Freud' ich fahr' dahin
- BWV 126 – Erhalt' uns, Herr, bei deinem Wort
- BWV 127 – Herr Jesu Christ, wahr'r Mensch und Gott
- BWV 128 – Auf Christi Himmelfahrt allein
- BWV 129 – Gelobet sei der Herr, mein Gott
- BWV 130 – Herr Gott, dich loben alle wir
- BWV 131 – Aus der Tiefe rufe ich, Herr, zu dir
- BWV 132 – Bereitet die Wege, bereitet die Bahn
- BWV 133 – Ich freue mich in dir
- BWV 134 – Ein Herz, das seinen Jesum lebend weiß
- BWV 134a – Die Zeit, die Tag und Jahre mach (Mit Gnaden bekröne der Himmel die Zeiten)
- BWV 135 – Ach Herr, mich armen Sünder
- BWV 136 – Erforsche mich, Gott, und erfahre mein Herz
- BWV 137 – Lobe den Herren, den mächtigen König der Ehren
- BWV 138 – Warum betrübst du dich, mein Herz
- BWV 139 – Wohl dem, der sich auf seinen Gott
- BWV 140 – Wachet auf, ruft uns die Stimme
- BWV 141 – Das ist je gewißlich wahr
- BWV 142 – Uns ist ein Kind geboren
- BWV 143 – Lobe den Herrn, meine Seele
- BWV 144 – Nimm, was dein ist, und gehe hin
- BWV 145 – Auf, mein Herz, des Herren Tag (So du mit deinem Munde bekennest)
- BWV 146 – Wir müssen durch viel Trübsal in das Reich Gottes eingehen (az első két tétel a d-moll csembalóverseny tételeinek változatai ld. még: BWV 188)
- BWV 147 – Herz und Mund und Tat und Leben
- BWV 147a – Herz und Mund und Tat und Leben
- BWV 148 – Bringet dem Herrn Ehre seines Namens
- BWV 149 – Man singet mit Freuden vom Sieg
- BWV 150 – Nach dir, Herr, verlanget mich
- BWV 151 – Süßer Tost, mein Jesus kommt
- BWV 152 – Tritt auf die Glaubensbahn
- BWV 153 – Schau, lieber Gott, wie meine Feind'
- BWV 154 – Mein liebster Jesus ist verloren
- BWV 155 – Mein Gott, wie lang', ach lange
- BWV 156 – Ich steh' mit einem Fuß im Grabe
- BWV 157 – Ich lasse dich nicht, du segnest mich denn
- BWV 158 – Der Friede sei mit dir
- BWV 159 – Sehet, wir geh'n hinauf gen Jerusalem
- BWV 160 – Ich weiß, daß mein Erlöser lebt
- BWV 161 – Komm, du süße Todesstunde
- BWV 162 – Ach, ich sehe, itzt, da ich zur Hochzeit gehe
- BWV 163 – Nur jedem das Seine
- BWV 164 – Ihr, die ihr euch von Christo nennet
- BWV 165 – O heil'ges Geist- und Wasserbad
- BWV 166 – Wo gehest du hin?
- BWV 167 – Ihr Menschen, rühmet Gottes Liebe
- BWV 168 – Tue Rechnung! Donnerwort
- BWV 169 – Gott soll allein mein Herze haben
- BWV 170 – Vergnügte Ruh', beliebte Seelenlust
- BWV 171 – Gott, wie dein Name, so ist auch dein Ruhm
- BWV 172 – Erschallet, ihr Lieder
- BWV 173 – Erhöhtes Fleisch und Blut
- BWV 173a – Durchlaucht'ster Leopold
- BWV 174 – Ich liebe den Höchsten von ganzem Gemüte (A sinfonia a 3. brandemburgi concerto 1. tételének változata)
- BWV 175 – Er rufet seinen Schafen mit Namen
- BWV 176 – Es ist ein trotzig und verzagt Ding
- BWV 177 – Ich ruf' zu dir, Herr Jesu Christ
- BWV 178 – Wo Gott, der Herr, nicht bei uns hält
- BWV 179 – Siehe zu, daß deine Gottesfurcht nicht Heuchelei sei
- BWV 180 – Schmücke dich, o liebe Seele
- BWV 181 – Leichtgesinnte Flattergeister
- BWV 182 – Himmelskönig, sei willkommen
- BWV 183 – Sie werden euch in den Bann tun
- BWV 184 – Erwünschtes Freudenlicht
- BWV 185 – Barmherziges Herze der ewigen Liebe
- BWV 186 – Ärgre dich, o Seele, nicht
- BWV 187 – Es wartet alles auf dich
- BWV 188 – Ich habe meine Zuversicht (A Sinfonia tétel a d-moll csembalóverseny 3. tételének változata)
- BWV 189 – Meine Seele rühmt und preist
- BWV 190 – Singet dem Herrn ein neues Lied
- BWV 190a – Singet dem Herrn ein neues Lied
- BWV 191 – Gloria in excelsis Deo (a h-moll mise Gloriájának egyes tételeinek korai változatai, részben más szöveggel)
- BWV 192 – Nun danket alle Gott – befejezetlen
- BWV 193 – Ihr Tore (Pforten) zu Zion
- BWV 193a – Ihr Häuser des Himmels, ihr scheinenden Lichter
- BWV 194 – Höchsterwünschtes Freudenfest
- BWV 195 – Dem Gerechten muß das Licht
- BWV 196 – Der Herr denket an uns
- BWV 197 – Gott ist unsre Zuversicht
- BWV 197a – Ehre sei Gott in der Höhe (befejezetlen)
- BWV 198 – Laß Fürstin, laß noch einen Strahl
- BWV 199 – Mein Herze schwimmt im Blut
- BWV 200 – Bekennen will ich seinen Namen

### Világi kantáták (BWV 201-224)
- BWV 201 – Geschwinde, geschwinde, ihr wirbelnden Winde
- BWV 202 – Weichet nur, betrübte Schatten
- BWV 203 – Amore traditore
- BWV 204 – Ich bin in mir vergnügt
- BWV 205 – Zerreißet, zersprenget, zertrümmert die Gruft
- BWV 205a – Blast Lärmen, ihr Feinde
- BWV 206 – Schleicht, spielende Wellen
- BWV 207 – Vereinigte Zwietracht der wechselnden Saiten
- BWV 207a – Auf, schmetternde Töne der muntern Trompeten
- BWV 208 – Was mir behagt, ist nur die muntre Jagd
- BWV 208a – Was mir behagt, ist nur die muntre Jagd
- BWV 209 – Non sa che sia dolore
- BWV 210a – O angenehme Melodei
- BWV 211 – Schweigt stille, plaudert nicht („Kávékantáta”)
- BWV 212 – Mer han en neue Oberkeet („Parasztkantáta”)
- BWV 213 – Laßt uns sorgen, laßt uns wachen
- BWV 214 – Tönet, ihr Pauken! Erschallet, Trompeten!
- BWV 215 – Preise dein Glücke, gesegnetes Sachsen
- BWV 216 – Vergnügte Pleißen-Stadt (a nyitótélel a h-moll mise Hosanna tételének korai változata)
- BWV 216a – Erwählte Pleißenstadt
- BWV 217 – Gedenke, Herr, wie es uns gehet
- BWV 218 – Gott der Hoffnung erfülle euch
- BWV 219 – Siehe, es hat überwunden der Löwe
- BWV 220 – Lobt ihn mit Herz und Munde
- BWV 221 – Wer sucht die Pracht, wer wünscht den Glanz
- BWV 222 – Mein Odem ist schwach
- BWV 223 – Meine Seele soll Gott loben
- BWV 224 – Reißt euch los, bedrängte Sinnen

### Motetták(BWV 225-231)
- BWV 225 – Singet dem Herrn ein neues Lied
- BWV 226 – Der Geist hilft unser Schwachheit auf
- BWV 227 – Jesu, meine Freude
- BWV 228 – Fürchte dich nicht
- BWV 229 – Komm, Jesu, komm!
- BWV 230 – Lobet den Herrn alle Heiden
- BWV 231 – Sei Lob und Preis mit Ehren

### Liturgikus művek latin nyelven (BWV 232–243a)
- BWV 232 – Nagy h-moll mise
- Evangélikus misék vagy Kis misék:
  - BWV 233 - F-dúr mise
  - BWV 233a - F-dúr Kyrie (a BWV 233 változata)
  - BWV 234 - A-dúr mise
  - BWV 235 - g-moll mise
  - BWV 236 - G-dúr mise
- BWV 237 – C-dúr sanctus
- BWV 238 – D-dúr sanctus
- BWV 239 – d-moll sanctus
- BWV 240 – G-dúr sanctus
- BWV 241 – D-dúr sanctus
- BWV 242 – g-moll Christe Eleison
- BWV 243 – D-dúr Magnificat
- BWV 243a – Esz-dúr Magnificat (karácsonyi korálbetétekkel a BWV 243 korábbi változata)

### Passiókésoratóriumok
- BWV 244 – Máté-passió
- BWV 244a – Klagt, Kinder, klagt es aller Welt (Gyászkantáta Lipót anhalt–kötheni herceg emlékére)
- BWV 244b – Máté-passió (korai változat)
- BWV 245 – János-passió
- BWV 245a – Himmel reisse, Welt erbebe (ária a János-passió 2. változatából)
- BWV 245b – Zerschmettert mich, ihr Felsen und ihr Hügel (ária a János-passió 2. változatából)
- BWV 245c – Ach, windet euch nicht so, geplagte Seelen (ária a János-passió 2. változatából)
- BWV 246 – Lukács-passió (kérdéses, szerzője ismeretlen)
- BWV 247 – Márk-passió (a librettó létezik, a zene nagy része viszont elveszett)
- BWV 248 – Karácsonyi oratórium (alapvetően a BWV 213-215 kantáták anyagaiból van fölépítve)
- BWV 249 – Kommt, eilet und laufet (Húsvéti oratórium)

### További kantáták (BWV 249a-249b)
- BWV 249a – Entfliehet, verschwindet, entweichet, ihr Sorgen (Keresztély szász-weissenfelsi herceg születésnapjára)
- BWV 249b – Verjaget, zerstreuet, zerrüttet, ihr Sterne (Ambrosius Flemming gróf születésnapjára)

### Korálharmonizációk(BWV 250–438)
Johann Sebastian Bach igen sok korált harmonizált meg, ezek nagy része kantátái, illetve passiói része. Az itt felsorolt művek nem képezik egyik mű részét sem.
- BWV 250 – Vor der Trauung: Was Gott tut, das ist wohlgetan
- BWV 251 – Nach der Trauung: Sei Lob und Ehr’
- BWV 252 – Nach dem Segen: Nun danket alle Gott
- BWV 253 – Ach bleib bei uns, Herr Jesu Christ
- BWV 254 – Ach Gott, erhör' mein Seufzen
- BWV 255 – Ach Gott und Herr
- BWV 256 – Ach lieben Christen, seid getrost
- BWV 257 – Wär Gott nicht mit uns diese Zeit
- BWV 258 – Wo Gott der Herr nicht bei uns hält
- BWV 259 – Ach, was soll ich Sünder machen
- BWV 260 – Allein Gott in der Höh' sei Ehr’
- BWV 261 – Allein zu dir, Herr Jesu Christ
- BWV 262 – Alle Menschen müssen sterben
- BWV 263 – Alles ist an Gottes Segen
- BWV 264 – Als der gütige Gott
- BWV 265 – Als Jesus Christus in der Nacht
- BWV 266 – Als vierzig Tag nach Ostern
- BWV 267 – An Wasserflüssen Babylon
- BWV 268 – Auf, auf, mein Herz, und du mein ganzer Sinn
- BWV 269 – Aus meinese Herzens Grunde
- BWV 270 – Befiehl du deine Wege
- BWV 271 – Befiehl du deine Wege
- BWV 272 – Befiehl du deine Wege
- BWV 273 – Christ, der du bist der helle Tag
- BWV 274 – Christe, der du bist Tag und Licht
- BWV 275 – Christe, du Beistand deiner Kreuzgemeinde
- BWV 276 – Christ ist erstanden
- BWV 277 – Christ lag in Todesbanden
- BWV 278 – Christ lag in Todesbanden
- BWV 279 – Christ lag in Todesbanden
- BWV 280 – Christ, unser Herr, zum Jordan kam
- BWV 281 – Christus, der is mein Leben
- BWV 282 – Christus, der is mein Leben
- BWV 283 – Christus, der uns selig macht
- BWV 284 – Christus, ist erstanden, hat überwunden
- BWV 285 – Da der Herr Christ zu Tische sass
- BWV 286 – Danket dem Herren
- BWV 287 – Dank sei Gott in der Höhe
- BWV 288 – Das alte Jahr vergangen ist
- BWV 289 – Das alte Jahr vergangen ist
- BWV 290 – Das walt' Gott Vater und Gott Sohn
- BWV 291 – Das walt' mein Gott, Vater, Sohn und heiliger Geist
- BWV 292 – Den Vater dort oben
- BWV 293 – Der du bist drei in Einigkeit
- BWV 294 – Der Tag, der ist so freudenreich
- BWV 295 – Des heil'gen Geistes reiche Gnad’
- BWV 296 – Die Nacht ist kommen
- BWV 297 – Die Sonn' hat sich mit ihrem Glanz
- BWV 298 – Dies sind die heil'gen zehn Gebot’
- BWV 299 – Dir, dir, Jehova, will ich singen
- BWV 300 – Du grosser Schmerzensmann
- BWV 301 – Du, o schönes Weltgebäude
- BWV 302 – Ein' feste Burg ist unser Gott
- BWV 303 – Ein' feste Burg ist unser Gott
- BWV 304 – Eins ist Not! ach Herr, dies Eine
- BWV 305 – Erbarm' dich mein, o Herre gott
- BWV 306 – Erstanden ist der heil'ge Christ
- BWV 307 – Es ist gewisslich an der Zeit
- BWV 308 – Es spricht der Unweisen Mund wohl
- BWV 309 – Es stehn vor Gottes Throne
- BWV 310 – Es wird schier der letzte Tag herkommen
- BWV 311 – Es woll' uns Gott genädig sein
- BWV 312 – Es woll' uns Gott genädig sein
- BWV 313 – Für Freuden lasst uns springen
- BWV 314 – Gelobet seist du, Jesu Christ
- BWV 315 – Gib dich zufrieden und sei stille
- BWV 316 – Gott, der du selber bist das Licht
- BWV 317 – Gott, der Vater, wohn' uns bei
- BWV 318 – Gottes Sohn ist kommen
- BWV 319 – Gott hat das Evangelium
- BWV 320 – Gott lebet noch
- BWV 321 – Gotlob, es geht nunmehr zu Ende
- BWV 322 – Gott sei gelobet und gebenedeiet/Meine Seele erhebet den Herrn
- BWV 323 – Gott sei uns gnädig
- BWV 324 – Meine Seele erhebet den Herrn
- BWV 325 – Heilig, heilig
- BWV 326 – Herr Gott, dich loben alle wir
- BWV 327 – Für deinen Thron tret' ich hiermit
- BWV 328 – Herr, Gott, dich loben wir
- BWV 329 – Herr, icj denk' an jene Zeit
- BWV 330 – Herr, ich habe missgehandelt
- BWV 331 – Herr, ich habe missgehandelt
- BWV 332 – Herr Jesu Christe, dich zu uns wend
- BWV 333 – Herr Jesu Christ, du hast bereit't
- BWV 334 – Herr Jesu Christ, du höchstes Gut
- BWV 335 – Herr Jesu Christ, mein's Lebens Licht
- BWV 336 – Herr Jesu Christ, wahr'r Mensch und Gott
- BWV 337 – Herr, nun lass in Frieden
- BWV 338 – Herr, straf mich nicht in deinem Zorn
- BWV 339 – Herr, wie du willst, so schick's mit mir
- BWV 340 – Herzlich lieb hab ich dich, o Herr
- BWV 341 – Heut'ist, o Mensch, ein grosser Traürtag
- BWV 342 – Heut' triumphieret Gottes Sohn
- BWV 343 – Hilf, Gott, dass mir's gelinge
- BWV 344 – Hilf, Herr Jesu, lass gelingen
- BWV 345 – Ich bin ja, Herr, in deiner Macht
- BWV 346 – Ich dank' dir Gott fur all' Wohltat
- BWV 347 – Ich dank' dir, lieber Herre
- BWV 348 – Ich dank' dir, lieber Herre
- BWV 349 – Ich dank' dir schon durch deinen Sohn
- BWV 350 – Ich danke dir, o Gott, in deinem Throne
- BWV 351 – Ich hab' mein' Sach' Gott heimgestellt
- BWV 352 – Jesu, der du meine Seele
- BWV 353 – Jesu, der du meine Seele
- BWV 354 – Jesu, der du meine Seele
- BWV 355 – Jesu, der du selbsten wohl
- BWV 356 – Jesu, du mein liebstes Leben
- BWV 357 – Jesu, Jesu, du bist mein
- BWV 358 – Jesu, meine Freude
- BWV 359 – esu meiner Seelen Wonne
- BWV 360 – Jesu, meiner Freuden Freude
- BWV 361 – Jesu, meines Herzens Freud’
- BWV 362 – Jesu, nun sei gepreiset
- BWV 363 – Jesus Christus, unser Heiland
- BWV 364 – Jesus Christus, unser Heiland
- BWV 365 – Jesus, meine Zuversicht
- BWV 366 – Ihr Gestirn', ihr hohlen Lüfte
- BWV 367 – In allen meinen Taten
- BWV 368 – In dulci jubilo
- BWV 369 – Keinen hat Gott verlassen
- BWV 370 – Komm, Gott Schöpfer, heiliger Geist
- BWV 371 – Kyrie, Gott Vater in Ewigkeit
- BWV 372 – Lass, o Herr, dein Ohr sich neigen
- BWV 373 – Liebster Jesu, wir sind hier
- BWV 374 – Lobet den Herren, denn er ist freundlich
- BWV 375 – Lobt Gott, ihr Christen, allzugleich
- BWV 376 – Lobt Gott, ihr Christen, allzugleich
- BWV 377 – Mach's mit mir, Gott, nach deiner Güt’
- BWV 378 – Meine Augen schliess' ich jetzt
- BWV 379 – Meinen Jesum lass'ich nicht, Jesus
- BWV 380 – Meinen Jesum lass'ich nicht, weil
- BWV 381 – Meines Lebens letzte Zeit
- BWV 382 – Mit Fried' und Freud' ich fahr' dahin
- BWV 383 – Mitten wir im Leben sind
- BWV 384 – Nicht so traurig, nicht so sehr
- BWV 385 – Nun bitten wir den heiligen Geist
- BWV 386 – Nun danket alle Gott
- BWV 387 – Nun freut euch, Gottes Kinder all’
- BWV 388 – Nun freut euch, lieben Christen g'mein
- BWV 389 – Nun lob', mein' Seel', den Herren
- BWV 390 – Nun lob', mein Seel', den Herren
- BWV 391 – Nun preiset alle Gottes Barmherzigkeit
- BWV 392 – Nun ruhen alle Wälder
- BWV 393 – O Welt, sieh hier dein Leben
- BWV 394 – O Welt, sieh hier dein Leben
- BWV 395 – O Welt, sieh hier dein Leben
- BWV 396 – Nun sich der Tag geendet hat
- BWV 397 – O Ewigkeit, du Donnerwort
- BWV 398 – O Gott, du frommer Gott
- BWV 399 – O Gott, du frommer Gott
- BWV 400 – O Herzensangst, o Bangigkeit
- BWV 401 – O Lamm Gottes, unschuldig
- BWV 402 – O Mensch, bewein' dein' Sünde gross
- BWV 403 – O Mensch, schaü Jesum Christum an
- BWV 404 – O Traurigkeit, o Herzeleid
- BWV 405 – O wie selig seid ihr doch, ihr Frommen
- BWV 406 – O wie selig seid ihr doch, ihr Frommen
- BWV 407 – O wir armen Sünder
- BWV 408 – Schaut, ihr Sünder
- BWV 409 – Seelen-Bräutigam
- BWV 410 – Sie gergrüsset, Jesu gütig
- BWV 411 – Singet dem Herrn ein neüs Lied
- BWV 412 – So gibst du nun, mein Jesu, gute Nacht
- BWV 413 – Sollt' ich meinem Gott nicht singen
- BWV 414 – Uns ist ein Kindlein heut' gebor'n
- BWV 415 – Valet will ich dir geben
- BWV 416 – Vater unser im Himmelreich
- BWV 417 – Von Gott will ich nicht lassen
- BWV 418 – Von Gott will ich nicht lassen
- BWV 419 – Von Gott will ich nicht lassen
- BWV 420 – Warum betrübst du dich, mein Herz
- BWV 421 – Warum betrübst du dich, mein Herz
- BWV 422 – Warum sollt' ich mich denn grämen
- BWV 423 – Was betrübst du dich, mein Herze
- BWV 424 – Was bist du doch, o Seele, so betrübet
- BWV 425 – Was willst du dich, o meine Seele
- BWV 426 – Weltlich Ehr' und zeitlich Gut
- BWV 427 – Wenn ich in Angst und Not
- BWV 428 – Wenn mein Stündlein vorhanden ist
- BWV 429 – Wenn mein Stündlein vorhanden ist
- BWV 430 – Wenn mein Stündlein vorhanden ist
- BWV 431 – Wenn wir in höchsten Nöten sein
- BWV 432 – Wenn wir höchsten Nöten sein
- BWV 433 – Wer Gott vertraut, hat wohl gebaut
- BWV 434 – Wer nur den liebe Gott lässt walten
- BWV 435 – Wie bist du, Seele, in mir so gar betrübt
- BWV 436 – Wie schön leuchtet der Morgenstern
- BWV 437 – Wir glauben all' an einen Gott
- BWV 438 – Wo Gott zum Haus nicht gibt sein' Gunst

### Dalokésáriák(BWV 439–524)

#### Vallásos dalok és áriák aSchemellis Gesangbuchból(BWV 439–507)
- BWV 439 – Ach, dass nicht die letzte Stunde
- BWV 440 – Auf, auf! die rechte Zeit ist hier
- BWV 441 – Auf! auf! mein Herz, mit Freuden
- BWV 442 – Beglückter Stand getreuer Seelen
- BWV 443 – Beschränkt, ihr Weisen dieser Welt
- BWV 444 – Brich entzwei, mein armes Herze
- BWV 445 – Brunnquell aller Güter
- BWV 446 – Der lieben Sonnen Licht und Pracht
- BWV 447 – Der Tag ist hin, die Sonne gehet nieder
- BWV 448 – Der Tag mit seinem Lichte
- BWV 449 – Dich bet'ich an, mein höchster Gott
- BWV 450 – Die bittre Leidenszeit beginnet abermal
- BWV 451 – Die gold'ne Sonne, voll Freud' und Wonne
- BWV 452 – Dir, dir Jehovah, will ich singen
- BWV 453 – Eins ist Not! ach Herr, dies Eine
- BWV 454 – Ermuntre dich, mein schwacher Geist
- BWV 455 – Erwürgtes Lamm, das die verwahrten Siegel
- BWV 456 – Es glänzet der Christen
- BWV 457 – Es ist nun aus mit meinem Leben
- BWV 458 – Es ist vollbracht! vergiss ja nicht
- BWV 459 – Es kostet viel ein Christ zu sein
- BWV 460 – Gib dich zufrieden und sei stille
- BWV 461 – Gott lebet noch; Seele, was verzagst du doch?
- BWV 462 – Gott, wie gross ist deine Güte
- BWV 463 – Herr, nicht schicke deine Rache
- BWV 464 – Ich bin ja, Herr, in deiner Macht
- BWV 465 – Ich freue mich in dir
- BWV 466 – Ich halte treulich still und liebe
- BWV 467 – Ich lass' dich nicht
- BWV 468 – Ich liebe Jesum alle Stund’
- BWV 469 – Ich steh' an deiner Krippen hier
- BWV 470 – Jesu, Jesu, du bist mein
- BWV 471 – Jesu, deine Liebeswunden
- BWV 472 – Jesu, meines Glaubens Zier
- BWV 473 – Jesu, meines Herzens Freud
- BWV 474 – Jesus ist das schönste Licht
- BWV 475 – Jesus, unser Trost und Leben
- BWV 476 – Ich Gestirn', ihr höhen Lufte
- BWV 477 – Kein Stündlein geht dahin
- BWV 478 – Komm, süsser Tod, komm, sel'ge Ruh!
- BWV 479 – Kommt, Seelen, dieser Tag
- BWV 480 – Kommt wieder aus der finstern Gruft
- BWV 481 – Lasset uns mit Jesu ziehen
- BWV 482 – Liebes Herz, bedenke doch
- BWV 483 – Liebster Gott, wann werd' ich sterben?
- BWV 484 – Liebster Herr Jesu! wo bleibest du so lange?
- BWV 485 – Liebster Immanuel, Herzog der Frommen
- BWV 486 – Mein Jesu, dem die Seraphinen
- BWV 487 – Mein Jesu! was für Seelenweh
- BWV 488 – Meines Lebens letzte Zeit
- BWV 489 – Nicht so traurig, nicht so sehr
- BWV 490 – Nur mein Jesus ist mein Leben
- BWV 491 – O du Liebe meiner Liebe
- BWV 492 – O finstre Nacht
- BWV 493 – O Jesulein Süss, o Jesulein mild
- BWV 494 – O liebe Seele, zieh' die Sinnen
- BWV 495 – O wie selig seid ihr doch, ihr Frommen
- BWV 496 – Seelen-Bräutigam, Jesu, Gottes Lamm!
- BWV 497 – Seelenweide, meine Freude
- BWV 498 – Selig, wer an Jesum denkt
- BWV 499 – Sei gegrüßet, Jesu gütig
- BWV 500 – So gehst du nun, mein Jesu, hin
- BWV 501 – So giebst du nun, mein Jesu, gute Nacht
- BWV 502 – So wünsch' ich mir zu guter Letzt
- BWV 503 – Steh' ich bei meinem Gott
- BWV 504 – Vergiss mein nicht, dass ich dein nicht
- BWV 505 – Vergiss mein nicht, vergiss mein nicht
- BWV 506 – Was bist du doch, o Seele, so betrübet
- BWV 507 – Wo ist mein Schäflein, das ich liebe

#### Áriák és dalok Anna Magdalena Bach kottásfüzetéből (BWV 508–518)
- BWV 508 – Bist du bei mir (Gottfried Heinrich Stölzel stílusában)
- BWV 509 – Gedenke doch, mein Geist (ária )
- BWV 510 – Gib dich zufrieden (korál)
- BWV 511 – Gib dich zufrieden (korál)
- BWV 512 – Gib dich zufrieden (korál)
- BWV 513 – O Ewigkeit, du Donnerwort (korál)
- BWV 514 – Schaffs mit mir, Gott (korál)
- BWV 515 – So oft ich meine Tabakspfeife (ária)
- BWV 515a – So oft ich meine Tabakspfeife
- BWV 516 – Warum betrübst du dich (ária)
- BWV 517 – Wie wohl ist mir, o Freund der Seelen
- BWV 518 – Willst du dein Herz mir schenken

### Öt vallásos ének (BWV 519–523)
- BWV 519 – Hier lieg' ich nun
- BWV 520 – Das walt' mein Gott
- BWV 521 – Gott mein Herz dir Dank
- BWV 522 – Meine Seele, lass es gehen
- BWV 523 – Ich gnüge mich an meinem Stande

### Quodlibet (BWV 524)
- BWV 524 – Quodlibet

## Orgonaművek(BWV 525–771)

### Triószonátákorgonára (BWV 525–530)
- BWV 525 – Esz-dúr triószonáta
- BWV 526 – c-moll triószonáta
- BWV 527 – d-moll triószonáta
- BWV 528 – e-moll triószonáta
- BWV 528a – d-moll andante
- BWV 529 – C-dúr triószonáta
- BWV 530 – G-dúr triószonáta

### Prelúdiumokésfúgák,toccatákés fúgák,fantáziákés fúgák,passacagliaés fúga orgonára (BWV 531–582)
- BWV 531 – C-dúr prelúdium és fúga
- BWV 532 – D-dúr prelúdium és fúga
- BWV 532a – D-dúr fúga (a BWV 532 változata)
- BWV 533 – e-moll prelúdium és fúga
- BWV 534 – f-moll prelúdium és fúga
- BWV 535 – g-moll prelúdium és fúga
- BWV 535a – g-moll prelúdium és fúga (a BWV 535 változata)
- BWV 536 – A-dúr prelúdium és fúga
- BWV 536a – A-dúr prelúdium (a BWV 536 változata)
- BWV 537 – c-moll fantázia és fúga
- BWV 538 – d-moll (dór) toccata és fúga
- BWV 539 – d-moll prelúdium és fúga
- BWV 539a – d-moll fúga (a BWV 1000 a mű átirata lantra, a BWV 1001 2. tétele a mű átirata hegedűre)
- BWV 540 – F-dúr toccata és fúga
- BWV 541 – G-dúr prelúdium és fúga
- BWV 542 – „Nagy” g-moll fantázia és fúga
- BWV 542a – g-moll fúga (a BWV 542 változata)
- BWV 543 – a-moll prelúdium és fúga
- BWV 544 – b-moll prelúdium és fúga
- BWV 545 – C-dúr prelúdium és fúga
- BWV 545a – C-dúr prelúdium és fúga(a BWV 545 változata)
- BWV 545b – B-dúr prelúdium, trió és fúga(a BWV 545 változata; a trió a BWV 1029 fináléjának átirata, valószínűleg Johann Tobias Krebs műve)
- BWV 546 – c-moll prelúdium és fúga
- BWV 547 – C-dúr prelúdium és fúga
- BWV 548 – e-moll prelúdium és fúga
- BWV 549 – c-moll prelúdium és fúga
- BWV 550 – G-dúr prelúdium és fúga
- BWV 551 – a-moll prelúdium és fúga
- BWV 552 – „Szent Anna” Esz-dúr prelúdium és fúga
- Kis prelúdiumok és fúgák: (szerzőjük valószínűleg Johann Tobias Krebs vagy Johann Caspar Ferdinand Fischer)
  - BWV 553 – C-dúr kis prelúdium és fúga
  - BWV 554 – d-moll kis prelúdium és fúga
  - BWV 555 – e-moll kis prelúdium és fúga
  - BWV 556 – F-dúr kis prelúdium és fúga
  - BWV 557 – G-dúr kis prelúdium és fúga
  - BWV 558 – g-moll kis prelúdium és fúga
  - BWV 559 – a-moll kis prelúdium és fúga
  - BWV 560 – B-dúr kis prelúdium és fúga
- BWV 561 – a-moll fantázia és fúga (valószínűleg Johann Christian Kittel műve)
- BWV 562 – c-moll fantázia és fúga (befejezetlen)
- BWV 563 – b-moll fantázia és fúga (Fantasia et Imitatio) (Bach szerzősége vitatott)
- BWV 564 – C-dúr toccata, adagio és fúga
- BWV 565 – d-moll toccata és fúga (Bach szerzősége vitatott)
- BWV 566 – E-dúr toccata és fúga
- BWV 566a – E-dúr toccata és fúga (a BWV 566 változata)
- BWV 567 – C-dúr prelúdium (valószínűleg Johann Ludwig Krebs írta)
- BWV 568 – G-dúr prelúdium (Bach szerzősége vitatott)
- BWV 569 – a-moll prelúdium
- BWV 570 – C-dúr fantázia
- BWV 571 – G-dúr fantázia (Bach szerzősége vitatott)
- BWV 572 – G-dúr fantázia (Pièce d'Orgue)
- BWV 573 – C-dúr fantázia
- BWV 574 – c-moll fúga
- BWV 574a – c-moll fúga (a BWV 574 változata)
- BWV 575 – c-moll fúga (a BWV 574 változata)
- BWV 576 – G-dúr fúga (Bach szerzősége vitatott)
- BWV 577 – G-dúr fúga à la Gigue (Bach szerzősége vitatott)
- BWV 578 – „Kis” g-moll fúga
- BWV 579 – b-moll fúga egy Corelli témára
- BWV 580 – D-dúr fúga (Bach szerzősége vitatott)
- BWV 581 – G-dúr fúga (Gottfried August Homilius műve)
- BWV 582 – c-moll passacaglia

### Triók és egyéb művek orgonára (BWV 583–591)
- BWV 583 – d-moll trió (kérdéses, valószínűleg egy másik zeneszerző művének átirata)
- BWV 584 – g-moll trió (kérdéses, valószínűleg a BWV 166/2 vagy egy másik átdolgozása, elveszett, csak egy ária maradt fenn)
- BWV 585 – c-moll trió (kérdéses, valószínűleg Johann Friedrich Fasch egyik művének átirata)
- BWV 586 – G-dúr trió (kérdéses, valószínűleg Georg Philipp Telemann egyik művének átirata)
- BWV 587 – F-dúr ária (kérdéses, valószínűleg François Couperin műve)
- BWV 588 – d-moll canzona
- BWV 589 – D-dúr allabreve
- BWV 590 – F-dúr pastorella (az első tétel valószínűleg befejezetlen)
- BWV 591 – Kleines harmonisches Labyrinth (szerzője valószínűen Johann Dietmar Heinichen)

### Orgona-versenyművek (592–598)
- BWV 592 – G-dúr versenymű (János Ernő herceg versenyműve nyomán)
- BWV 592a – G-dúr versenymű (a BWV 592 csembalóra írt változata)
- BWV 593 – a-moll versenymű (Antonio Vivaldi Concerto Op. 3/8 nyomán)
- BWV 594 – C-dúr versenymű (Antonio Vivaldi Concerto Op. 7/11 nyomán)
- BWV 595 – C-dúr versenymű (János Ernő herceg versenyműve nyomán)
- BWV 596 – d-moll versenymű (Antonio Vivaldi Concerto grosso Op. 3/11 nyomán)
- BWV 597 – Esz-dúr versenymű (kérdéses, eredete ismeretlen)
- BWV 598 – g-moll pedálgyakorlat

### Orgelbüchlein(BWV 599–644)
- BWV 599 – Nun komm, der Heiden Heiland (adventre)
- BWV 600 – Gott, durch deine Güte (adventre)
- BWV 601 – Herr Christ, der ein'ge Gottessohn (adventre)
- BWV 602 – Lob sei dem allmächtigen Gott (adventre)
- BWV 603 – Puer natus in Bethlehem (karácsonyra)
- BWV 604 – Gelobet seist du, Jesu Christ (karácsonyra)
- BWV 605 – Der Tag, der ist so freudenreich (karácsonyra)
- BWV 606 – Vom Himmel hoch, da komm' ich her (karácsonyra)
- BWV 607 – Vom Himmel kam der Engel Schar (karácsonyra)
- BWV 608 – In dulci jubilo (karácsonyra)
- BWV 609 – Lobt Gott, ihr Christen allzugleich (karácsonyra)
- BWV 610 – Jesu, meine Freude (karácsonyra)
- BWV 611 – Christum wir sollen loben schon (karácsonyra)
- BWV 612 – Wir Christenleut’ (karácsonyra)
- BWV 613 – Helft mir Gottes Güte preisen (újévre)
- BWV 614 – Das alte Jahr vergangen ist (újévre)
- BWV 615 – In dir ist Freude (újévre)
- BWV 616 – Mit Fried' und Freud'ich fahr dahin (vízkeresztre)
- BWV 617 – Herr Gott, nun schleuß den Himmel auf (vízkeresztre)
- BWV 618 – O Lamm Gottes unschuldig (nagyböjtre)
- BWV 619 – Christe, du Lamm Gottes (nagyböjtre)
- BWV 620 – Christus, der uns selig macht (nagyböjtre)
- BWV 620a – Christus, der uns selig macht (nagyböjtre)
- BWV 621 – Da Jesus an dem Kreuze stund’ (nagyböjtre)
- BWV 622 – O Mensch, bewein' dein' Sünde gross (nagyböjtre)
- BWV 623 – Wir danken dir, Herr Jesu Christ (nagyböjtre)
- BWV 624 – Hilf Gott, dass mir's gelinge (nagyböjtre)
- BWV 625 – Christ lag in Todesbanden (húsvétra)
- BWV 626 – Jesus Christus, unser Heiland (húsvétra)
- BWV 627 – Christ ist erstanden (húsvétra)
- BWV 628 – Erstanden ist der heil'ge Christ (húsvétra)
- BWV 629 – Erschienen ist der herrliche Tag (húsvétra)
- BWV 630 – Heut' triumphieret Gottes Sohn (húsvétra)
- BWV 631 – Komm, Gott Schöpfer, heiliger Geist (pünkösdre)
- BWV 632 – Herr Jesu Christ, dich zu uns wend
- BWV 633 – Liebster Jesu, wir sind hier
- BWV 634 – Liebster Jesu, wir sind hier
- BWV 635 – Dies sind die heil'gen zehn Gebot’
- BWV 636 – Vater unser im Himmelreich
- BWV 637 – Durch Adam's Fall ist ganz verderbt
- BWV 638 – Es ist das Heil uns kommen her
- BWV 639 – Ich ruf' zu dir, Herr Jesu Christ
- BWV 640 – In dich hab' ich gehoffet, Herr
- BWV 641 – Wenn wir in höchsten Nothen sein
- BWV 642 – Wer nur den lieben Gott lässt walten
- BWV 643 – Alle Menschen müssen sterben
- BWV 644 – Ach wie nichtig, ach wie flüchtig

### Schübler-korálok(BWV 645–650)
- BWV 645 – Wachet auf, ruft uns die Stimme
- BWV 646 – Woll soll ich fliehen hin
- BWV 647 – Wer nur den lieben Gott läßt walten
- BWV 648 – Meine Seele erhebt den Herren
- BWV 649 – Ach bleib bei uns, Herr Jesu Christ
- BWV 650 – Kommst du nun, Jesu, von Himmel herunter

### Lipcsei korálok(BWV 651–668a)
- BWV 651 – Komm, Heiliger Geist, Herre Gott
- BWV 651a – Komm, Heiliger Geist, Herre Gott (korábbi, weimari változat)
- BWV 652 – Komm, Heiliger Geist
- BWV 653 – An Waserflüssen Babylon
- BWV 653a – An Waserflüssen Babylon (korábbi, weimari változat)
- BWV 653b – An Waserfluessen Babylon (eredeti weimari változat)
- BWV 654 – Schmücke dich, o liebe Seele
- BWV 655 – Herr Jesu Christ, dich zu uns wend
- BWV 655a – Herr Jesu Christ, dich zu uns wend (korábbi, weimari változat)
- BWV 655b – Herr Jesu Christ, dich zu uns wend
- BWV 655c – Herr Jesu Christ, dich zu uns wend
- BWV 656 – O Lamm Gottes, unschuldig
- BWV 656a – O Lamm Gottes, unschuldig (korábbi, weimari változat)
- BWV 657 – Nun danket alle Gott
- BWV 658 – Von Gott will ich nicht lassen
- BWV 658a – Von Gott will ich nicht lassen (korábbi, weimari változat)
- BWV 659 – Nun komm, der Heiden Heiland
- BWV 659a – Nun komm, der Heiden Heiland (korábbi, weimari változat)
- BWV 660 – Nun komm, der Heiden Heiland
- BWV 660a – Nun komm, der Heiden Heiland (korábbi, weimari változat)
- BWV 660b – Nun komm, der Heiden Heiland
- BWV 661 – Nun komm, der Heiden Heiland
- BWV 661a – Nun komm, der Heiden Heiland (korábbi, weimari változat)
- BWV 662 – Allein Gott in der Höh' sei Ehr’
- BWV 662a – Allein Gott in der Höh' sei Ehr’ (korábbi, weimari változat)
- BWV 663 – Allein Gott in der Höh' sei Ehr’
- BWV 663a – Allein Gott in der Höh' sei Ehr’ (korábbi, weimari változat)
- BWV 664 – Trio super: Allein Gott in der Höh' sei Ehr’ (korábbi, weimari változat)
- BWV 664a/b – Trio super: Allein Gott in der Höh' sei Ehr’ (korábbi, weimari változat
- BWV 665 – Jesu Christus unser Heiland
- BWV 665a – Jesu Christus unser Heiland (korábbi, weimari változat)
- BWV 666 – Jesus Christus unser Heiland
- BWV 667 – Komm, Gott Schöpfer, heiliger Geist
- BWV 667a/b – Komm, Gott Schöpfer, heiliger Geist (korábbi, weimari változat)
- BWV 668 – Vor deinen Thron tret' ich (részlet)
- BWV 668a – Vor deinen Thron tret' ich (részlet)

### Korálfeldolgozások aKlavierübungharmadik részéből (BWV 669–689)
- BWV 669 – Kyrie, Gott Vater in Ewigkeit (hosszú változat)
- BWV 670 – Christe, aller Welt Trost (hosszú változat)
- BWV 671 – Kyrie, Gott heiliger Geist (hosszú változat)
- BWV 672 – Kyrie, Gott Vater in Ewigkeit (rövid változat)
- BWV 673 – Christe, aller Welt Trost (rövid változat)
- BWV 674 – Kyrie, Gott heiliger Geist (rövid változat)
- BWV 675 – Allein Gott in der Höh' sei Ehr (rövid változat)
- BWV 676 – Allein Gott in der Höh' sei Ehr (hosszú változat)
- BWV 677 – Allein Gott in der Höh' sei Ehr (rövid változat)
- BWV 678 – Dies sind die heilgen zehn Gebot (hosszú változat)
- BWV 679 – Dies sind die heilgen zehn Gebot (rövid változat)
- BWV 680 – Wir glauben all' an einen Gott (hosszú változat)
- BWV 681 – Wir glauben all' an einen Gott (rövid változat)
- BWV 682 – Vater unser Himmelreich (hosszú változat)
- BWV 683 – Vater unser im Himmelreich (rövid változat)
- BWV 684 – Christ, unser Herr, zum Jordan kam (hosszú változat)
- BWV 685 – Christ, unser Herr, zum Jordan kam (rövid változat)
- BWV 686 – Aus tiefer Not schrei ich zu dir (hosszú változat)
- BWV 687 – Aus tiefer Not schrei ich zu dir (rövid változat)
- BWV 688 – Jesus Christus unser Heiland, der von uns den Zorn Gottes wandt (hosszú változat)
- BWV 689 – Jesus Christus unser Heiland(rövid változat)

### Kirnberger korálok(BWV 690–713a)
- BWV 690 – Wer nur den lieben Gott lasst walten
- BWV 691 – Wer nun den lieben Gott lasst walten
- BWV 691a – Wer nun den lieben Gott lasst walten (kérdéses)
- BWV 692 – Ach Gott und Herr (kérdéses, valószínűleg Johann Gottfried Walther műve)
- BWV 692a – Ach Gott und Herr (kérdéses, valószínűleg Johann Gottfried Walther műve)
- BWV 693 – Ach Gott und Herr (kérdéses, valószínűleg Johann Gottfried Walther műve)
- BWV 694 – Wo soll ich fliehen hin
- BWV 695 – Christ lag in Todesbanden
- BWV 695a – Christ lag in Todesbanden
- BWV 696 – Christum wir sollen loben schon (fughetta)
- BWV 697 – Ge lobet seist du, Jesu Christ (fughetta)
- BWV 698 – Herr Christ, der einig Gottes Sohn (fughetta)
- BWV 699 – Nun komm, der Heiden Heiland (fughetta)
- BWV 700 – Vom Himmel hoch da komm ich her
- BWV 701 – Vom Himmel hoch da komm ich her (fughetta)
- BWV 702 – Das Jesulein soll doch mein Trost (fughetta, kérdéses, valószínűleg Johann Ludwig Krebs műve)
- BWV 703 – Gottes Sohn ist kommen (fughetta)
- BWV 704 – Lob sei dem allmaechtigen Gott (fughetta)
- BWV 705 – Durch Adams Fall ist ganz verderbt
- BWV 706 – Liebster Jesu, wir sind hier
- BWV 707 – Ich hab' mein' Sach' Gott heimgestellt (kérdéses)
- BWV 708 – Ich hab' mein' Sach' Gott heimgestellt (kérdéses)
- BWV 708a – Ich hab' mein' Sach' Gott heimgestellt (kérdéses)
- BWV 709 – Herr Jesu Christ, dich zu uns wend
- BWV 710 – Wir Christenleut hab'n jetz'und Freud
- BWV 711 – Allein Gott in der Höh' sei Ehr’
- BWV 712 – In dich hab' ich gehoffet, Herr
- BWV 713 – Jesu meine Freude (fantázia)
- BWV 713a – Jesu meine Freude (fantázia)

### Egyéb korálelőjátékok (BWV 714–740)
- BWV 714 – Ach Gott und Herr
- BWV 715 – Allein Gott in der Hoh sei Ehr
- BWV 716 – Fuga super Allein Gott in der Höh' sei Ehr’
- BWV 717 – Allein Gott in der Höh sei Ehr’
- BWV 718 – Christ lag in Todesbanden
- BWV 719 – Der Tag, der ist so freudenreich
- BWV 720 – Ein feste Burg ist unser Gott
- BWV 721 – Erbarm dich mein, o Herre Gott
- BWV 722 – Gelobet seist du, Jesu Christ
- BWV 723 – Gelobet seist du, Jesu Christ
- BWV 724 – Gott, durch dein Güte (Gottes Sohn ist kommen)
- BWV 725 – Herr Gott, dich loben wir
- BWV 726 – Herr Jesu Christ, dich zu uns wend
- BWV 727 – Herzlich tut mich verlangen
- BWV 728 – Jesus, meine Zuversicht
- BWV 729 – In dulci jubilo
- BWV 730 – Liebster Jesu, wir sind hier
- BWV 731 – Liebster Jesu, wir sind hier
- BWV 732 – Lobt Gott, ihr Christen, allzugleich
- BWV 733 – Magnificat
- BWV 734 – Nun freut euch, lieben Christen/Es ist gewisslich an der Zeit
- BWV 735 – Valet will ich dir geben
- BWV 736 – Valet will ich dir geben
- BWV 737 – Vater unser im Himmelreich
- BWV 738 – Von Himmel hoch da komm' ich her
- BWV 738a – Von Himmel hoch da komm' ich her
- BWV 739 – Wie schoen leuchter der Morgenstern
- BWV 740 – Wir glauben all' an einen Gott
- BWV 741 – Ach Gott, von Himmel sieh' darein
- BWV 742 – Ach Herr, mich armen Sünder
- BWV 743 – Ach, was ist doch unser Leben
- BWV 744 – Auf meinen lieben Gott (valószínűleg Johann Tobias Krebs műve)
- BWV 745 – Aus der Tiefe rufe ich (valószínűleg Carl Philipp Emanuel Bach műve)
- BWV 746 – Christ ist erstanden (valószínűleg Johann Caspar Ferdinand Fischer műve)
- BWV 747 – Christus, der uns selig macht
- BWV 748 – Gott der Vater wohn' uns bei (valószínűleg Johann Gottfried Walther) műve)
- BWV 748a – Gott der Vater wohn' uns bei
- BWV 749 – Herr Jesu Christ, dich zu uns wend
- BWV 750 – Herr Jesu Christ, mein's Lebens Licht
- BWV 751 – In dulci jubilo
- BWV 752 – Jesu, der du meine Seele
- BWV 753 – Jesu, meine Freude
- BWV 754 – Liebster Jesu, wir sind hier
- BWV 755 – Nun freut euch, lieben Christen
- BWV 756 – Nun ruhen alle Wälder
- BWV 757 – O herre Gott, din göttlich's Wort
- BWV 758 – O vater, allmächtiger Gott
- BWV 759 – Schmücke dich, o liebe Seele (valószínűleg Gottfried August Homilius műve)
- BWV 760 – Vater unser im Himmelreich (valószínűleg Georg Böhm műve)
- BWV 761 – Vater unser im Himmelreich (valószínűleg Georg Böhm műve)
- BWV 762 – Vater unser im Himmelreich
- BWV 763 – Wie schön leuchtet der Morgenstern
- BWV 764 – Wie schön leuchtet der Morgernstern

### Partiták és korálvariációk (BWV 765–771)
- BWV 765 – Wur glauben all' an einen Gott (kérdéses)
- BWV 766 – Christ, der du bist der helle Tag
- BWV 767 – O Gott, du frommer Gott
- BWV 768 – Sei gegrüßet, Jesu guetig
- BWV 769 – Von Himmel hoch da komm' ich her (kánonvariációk)
- BWV 770 – Ach, was soll ich Sünder machen (kérdéses)
- BWV 771 – Allein Gott in der Höh' sei Ehr’ (valószínűleg Andreas Nicolaus Vetter műve)

## Csembalóművek(BWV 772–994)

### Invenciók és sinfoniák(vagyKét- és háromszólamú sinfoniák, BWV 772-801)
Ezek a művek eredetileg a Præambula und Fantasiae nevet viselték és a Wilhelm Friedemann Bachnak írt kottásfüzet részét képezték. Eredetük 1720-ra tehető. Bach ezeket 1723-ban átdolgozta, és az Invenciók és sinfoniák („Inventionen und Sinfonien”) nevet adta a darabnak. Ma elterjedt nevük Két- és háromszólamú invenciók.

#### Kétszólamú invenciók (BWV 772-786)
- BWV 772 – C-dúr kétszólamú invenció (No. 1)
- BWV 772a – C-dúr kétszólamú invenció (No. 1) (a BWV 772 átdolgozott változata)
- BWV 773 – c-moll kétszólamú invenció (No. 2)
- BWV 774 – D-dúr kétszólamú invenció (No. 3)
- BWV 775 – d-moll kétszólamú invenció (No. 4)
- BWV 776 – Esz-dúr kétszólamú invenció (No. 5)
- BWV 777 – E-dúr kétszólamú invenció (No. 6)
- BWV 778 – e-moll kétszólamú invenció (No. 7)
- BWV 779 – F-dúr kétszólamú invenció (No. 8)
- BWV 780 – f-moll kétszólamú invenció (No. 9)
- BWV 781 – G-dúr kétszólamú invenció (No. 10)
- BWV 782 – g-moll Kétszólamú invenció (No. 11)
- BWV 783 – A-dúr kétszólamú invenció (No. 12)
- BWV 784 – a-moll Kétszólamú invenció (No. 13)
- BWV 785 – B-dúr kétszólamú invenció (No. 14)
- BWV 786 – h-moll kétszólamú invenció (No. 15)

#### Háromszólamú invenciók (BWV 787-801)
- BWV 787 – C-dúr háromszólamú sinfonia (No. 1)
- BWV 788 – c-moll háromszólamú sinfonia (No. 2)
- BWV 789 – D-dúr háromszólamú sinfonia (No. 3)
- BWV 790 – d-moll háromszólamú sinfonia (No. 4)
- BWV 791 – Esz-dúr háromszólamú sinfonia (No. 5)
- BWV 792 – E-dúr háromszólamú sinfonia (No. 6)
- BWV 793 – e-moll háromszólamú sinfonia (No. 7)
- BWV 794 – F-dúr háromszólamú sinfonia (No. 8)
- BWV 795 – f-moll háromszólamú sinfonia (No. 9)
- BWV 796 – G-dúr háromszólamú sinfonia (No. 10)
- BWV 797 – g-moll háromszólamú sinfonia (No. 11)
- BWV 798 – A-dúr háromszólamú sinfonia (No. 12)
- BWV 799 – a-moll háromszólamú sinfonia (No. 13)
- BWV 800 – B-dúr háromszólamú sinfonia (No. 14)
- BWV 801 – h-moll háromszólamú sinfonia (No. 15)

### Duettek (Clavier-Übung III, BWV 802–805)
- BWV 802 – e-moll duett
- BWV 803 – F-dúr duett
- BWV 804 – G-dúr duett
- BWV 805 – a-moll duett

### Angol szvitek (BWV 806–811)
- BWV 806 – A-dúr angol szvit No. 1
- BWV 807 – a-moll angol szvit No. 2
- BWV 808 – g-moll angol szvit No. 3
- BWV 809 – f-dúr angol szvit No. 4
- BWV 810 – e-moll angol szvit No. 5
- BWV 811 – d-moll angol szvit No. 6

### Francia szvitek (BWV 812–817)
- BWV 812 – d-moll francia szvit No. 1
- BWV 813 – c-moll francia szvit No. 2
- BWV 814 – h-moll francia szvit No. 3
- BWV 815 – Esz-dúr francia szvit No. 4
- BWV 815a – Esz-dúr francia szvit No. 4 (az előző bővítése)
- BWV 816 – G-dúr francia szvit No. 5
- BWV 817 – E-dúr francia szvit No. 6

### Egyéb szvitek (BWV 818–824)
- BWV 818 – a-moll szvit
- BWV 818a – a-moll szvit (a BWV 818 átdolgozott változata)
- BWV 819 – Esz-dúr szvit
- BWV 819a – Esz-dúr szvit (a BWV 819 1. tételének átdolgozása)
- BWV 820 – F-dúr nyitány (szvit)
- BWV 821 – B-dúr szvit
- BWV 822 – g-moll szvit
- BWV 823 – f-moll szvit
- BWV 824 – a-moll szvit

### Partiták(Clavier-Übung I, BWV 825–830)
- BWV 825 – B-dúr partita No. 1
- BWV 826 – c-moll partita No. 2
- BWV 827 – a-moll partita No. 3
- BWV 828 – D-dúr partita No. 4
- BWV 829 – G-dúr partita No. 5
- BWV 830 – e-moll partita No. 6

### Francia nyitány(Clavier-Übung II, BWV 831)
- BWV 831 – h-moll nyitány francia stílusban (h-moll partita)

### Szvitek és szvit-tételek (BWV 832–845)
- BWV 832 – A-dúr partita
- BWV 833 – F-dúr prelúdium és partita
- BWV 834 – c-moll allemande
- BWV 835 – a-moll allemande
- BWV 836 – g-moll allemande
- BWV 837 – g-moll allemande
- BWV 838 – A-dúr allemande és courante
- BWV 839 – g-moll sarabande
- BWV 840 – G-dúr courante
- BWV 841 – G-dúr menüett
- BWV 842 – g-moll menüett
- BWV 843 – G-dúr menüett
- BWV 844 – d-moll scherzo
- BWV 844a – d-moll scherzo (a BWV 844a változata)
- BWV 845 – f-moll gigue

### Wohltemperiertes Klavier(BWV 846–893)

#### Első rész
- BWV 846 – C-dúr prelúdium és fúga (No.1)
- BWV 846a – C-dúr prelúdium és fúga (No.1) (az előzőnek változata)
- BWV 847 – c-moll prelúdium és fúga(No.2)
- BWV 848 – Cisz-dúr prelúdium és fúga (No.3)
- BWV 849 – cisz-moll prelúdium és fúga (No.4)
- BWV 850 – D-dúr prelúdium és fúga(No.5)
- BWV 851 – d-moll prelúdium és fúga (No.6)
- BWV 852 – Esz-dúr prelúdium és fúga (No.7)
- BWV 853 – esz-moll prelúdium és fúga (No.8)
- BWV 854 – E-dúr prelúdium és fúga (No.9)
- BWV 855 – e-moll prelúdium és fúga (No.10)
- BWV 855a – e-moll prelúdium és fúga (No.10) (a BWV 855 változata)
- BWV 856 – F-dúr prelúdium és fúga (No.11)
- BWV 857 – f-moll prelúdium és fúga (No.12)
- BWV 858 – Fisz-dúr prelúdium és fúga (No.13)
- BWV 859 – fisz-moll prelúdium és fúga (No.14)
- BWV 860 – G-dúr prelúdium és fúga (No.15)
- BWV 861 – g-moll prelúdium és fúga (No.16)
- BWV 862 – Asz-dúr prelúdium és fúga (No.17)
- BWV 863 – Gisz-moll prelúdium és fúga (No.18)
- BWV 864 – A-dúr prelúdium és fúga (No.19)
- BWV 865 – a-moll prelúdium és fúga (No.20)
- BWV 866 – B-dúr prelúdium és fúga (No.21)
- BWV 867 – b-moll prelúdium és fúga (No.22)
- BWV 868 – H-dúr prelúdium és fúga (No.23)
- BWV 869 – h-moll prelúdium és fúga (No.24)

#### Második rész
- BWV 870 – C-dúr prelúdium és fúga (No.1)
- BWV 870a – C-dúr prelúdium és fúga (No.1) (a BWV 870 változata)
- BWV 870b – C-dúr prelúdium és fúga (No.1) (a BWV 870 változata)
- BWV 871 – c-moll prelúdium és fúga (No.2)
- BWV 872 – Cisz-dúr prelúdium és fúga (No.3)
- BWV 872a – Cisz-dúr prelúdium és fúga (No.3) (a BWV 872 változata)
- BWV 873 – cisz-moll prelúdium és fúga (No.4)
- BWV 874 – D-dúr prelúdium és fúga (No.5)
- BWV 875 – d-moll prelúdium és fúga (No.6)
- BWV 875a – d-moll prelúdium és fúga (No.6) (a BWV 875 változata)
- BWV 876 –  Esz-dúr prelúdium és fúga (No.7)
- BWV 877 – esz-moll prelúdium és fúga (No.8)
- BWV 878 – E-dúr prelúdium és fúga (No.9)
- BWV 879 – e-moll prelúdium és fúga (No.10)
- BWV 880 – F-dúr prelúdium és fúga (No.11)
- BWV 881 – f-moll prelúdium és fúga (No.12)
- BWV 882 – Fisz-dúr prelúdium és fúga (No.13)
- BWV 883 – fisz-moll prelúdium és fúga (No.14)
- BWV 884 – G-dúr prelúdium és fúga (No.15)
- BWV 885 – g-moll prelúdium és fúga (No.16)
- BWV 886 – Asz-dúr prelúdium és fúga (No.17)
- BWV 887 – Gisz-moll prelúdium és fúga (No.18)
- BWV 888 – A-dúr prelúdium és fúga (No.19)
- BWV 889 – a-moll prelúdium és fúga (No.20)
- BWV 890 – B-dúr prelúdium és fúga (No.21)
- BWV 891 – b-moll prelúdium és fúga (No.22)
- BWV 892 – H-dúr prelúdium és fúga (No.23)
- BWV 893 – h-moll prelúdium és fúga (No.24)

### Prelúdiumokésfúgák,toccatákésfantáziák(BWV 894–923)
- BWV 894 – a-moll prelúdium és fúga
- BWV 895 – a-moll prelúdium és fúga
- BWV 896 – A-dúr prelúdium és fúga
- BWV 897 – a-moll prelúdium és fúga
- BWV 898 – B-dúr prelúdium és fúga a B-A-C-H névre-Bach szerzősége vitatott
- BWV 899 – d-moll prelúdium és fughetta
- BWV 900 – e-moll prelúdium és fughetta
- BWV 901 – F-dúr prelúdium és fughetta
- BWV 902 – G-dúr prelúdium és fughetta (A BWV 884 Fugájának korai változata)
- BWV 902a – G-dúr prelúdium
- BWV 903 – d-moll kromatikus fantázia és fúga
- BWV 903a – d-moll kromatikus fantázia és fúga (a BWV 903 változata)
- BWV 904 – a-moll fantázia és fúga
- BWV 905 – d-moll fantázia és fúga
- BWV 906 – c-moll fantázia és fúga (befejezetlen)
- BWV 907 – B-dúr fantázia és fughetta
- BWV 908 – D-dúr fantázia és fughetta
- BWV 909 – c-moll concerto és fúga
- BWV 910 – fisz-moll toccata
- BWV 911 – c-moll toccata
- BWV 912 – D-dúr toccata
- BWV 913 – d-moll toccata
- BWV 914 – e-moll toccata
- BWV 915 – g-moll toccata
- BWV 916 – G-dúr toccata
- BWV 917 – g-moll fantázia
- BWV 918 – c-moll fantázia
- BWV 919 – c-moll fantázia
- BWV 920 – g-moll fantázia
- BWV 921 – c-moll prelúdium
- BWV 922 – a-moll prelúdium
- BWV 923 – b-moll prelúdium (valószínűleg Wilhelm Hieronymus Pachelbel műve)

### Kilenc kis prelűdaClavierbüchlein für Wilhelm Friedemann Bachból(BWV 924–932)
- BWV 924 – C-dúr prelúdium
- BWV 924a – C-dúr prelúdium (a BWV 924 változata)
- BWV 925 – D-dúr prelúdium
- BWV 926 – d-moll prelúdium
- BWV 927 – F-dúr praeambulum
- BWV 928 – F-dúr prelúdium
- BWV 929 – g-moll prelúdium
- BWV 930 – g-moll prelúdium
- BWV 931 – a-moll prelúdium
- BWV 932 – e-moll prelúdium

### Hat kis prelűd(BWV 933-938)
- BWV 933 – C-dúr Kis prelűd
- BWV 934 – c-moll Kis prelűd
- BWV 935 – d-moll Kis prelűd
- BWV 936 – D-dúr Kis prelűd
- BWV 937 – E-dúr Kis prelűd
- BWV 938 – e-moll Kis prelűd

### Öt prelúdium Johann Peter Kellner gyűjteményéből (BWV 939–943)
- BWV 939 – C-dúr prelúdium
- BWV 940 – d-moll prelúdium
- BWV 941 – e-moll prelúdium
- BWV 942 – a-moll prelúdium
- BWV 943 – C-dúr prelúdium

### Fúgák és fughetták (BMW 944–962)
- BWV 944 – a-moll fantázia és fúga
- BWV 945 – e-moll fúga
- BWV 946 – C-dúr fúga
- BWV 947 – a-moll fúga
- BWV 948 – d-moll fúga
- BWV 949 – A-dúr fúga
- BWV 950 – A-dúr fúga Tomaso Albinoni témájára
- BWV 951 – b-moll fúga Tomaso Albinoni témájára
- BWV 951a – b-moll fúga (a BWV 951 változata)
- BWV 952 – C-dúr fúga
- BWV 953 – C-dúr fúga
- BWV 954 – B-dúr fúga Johann Adam Reincken témájára
- BWV 955 – B-dúr fúga
- BWV 956 – e-moll fúga
- BWV 957 – G-dúr fúga
- BWV 958 – a-moll fúga
- BWV 959 – a-moll fúga
- BWV 960 – e-moll fúga
- BWV 961 – c-moll fughetta
- BWV 962 – e-moll fughetta

### Szonáták és szonátatételek (BWV 963–970)
- BWV 963 – D-dúr szonáta
- BWV 964 – d-moll szonáta (a BWV 1003-as a-moll szóló hegedűszonáta nyomán)
- BWV 965 – a-moll szonáta
- BWV 966 – C-dúr szonáta
- BWV 967 – a-moll szonáta
- BWV 968 – G-dúr adagio (a BWV 1005-ös C-dúr szóló hegedűszonáta 1. tétele nyomán)
- BWV 969 – g-moll andante
- BWV 970 – d-moll presto (Bach szerzősége vitatott)

### Olasz concerto (BWV 971)
- BWV 971 – F-dúr olasz concerto

### Átiratok (BWV 972–987)
- BWV 972 – Átirat szóló csembalóra a következő mű alapján: Antonio Vivaldi: Concerto Op. 3, No. 7
- BWV 973 – Átirat szóló csembalóra a következő mű alapján: Antonio Vivaldi: Concerto Op. 7, No. 2
- BWV 974 – Átirat szóló csembalóra a következő mű alapján: Alessandro Marcello: d-moll oboaverseny
- BWV 975 – Átirat szóló csembalóra a következő mű alapján: Antonio Vivaldi: Hegedűverseny Op. 4, No. 6
- BWV 976 – Átirat szóló csembalóra a következő mű alapján: Antonio Vivaldi: Concerto Op. 3, No. 12
- BWV 977 – Átirat szóló csembalóra a következő mű alapján: (ismeretlen mű, talán Vivalditól)
- BWV 978 – Átirat szóló csembalóra a következő mű alapján: Antonio Vivaldi: Concerto Op. 3, No. 3
- BWV 979 – Átirat szóló csembalóra a következő mű alapján: Giuseppe Torelli: d-moll hegedűverseny
- BWV 980 – Átirat szóló csembalóra a következő mű alapján: Antonio Vivaldi: Hegedűverseny Op. 4, No. 1
- BWV 981 – Átirat szóló csembalóra a következő mű alapján: Benedetto Marcello: Hegedűverseny
- BWV 982 – Átirat szóló csembalóra a következő mű alapján: János Ernő herceg: Concerto Op. 1, No. 1
- BWV 983 – Átirat szóló csembalóra a következő mű alapján: (ismeretlen mű)
- BWV 984 – Átirat szóló csembalóra a következő mű alapján: János Ernő herceg: Concerto (a BWV 595 ugyanez orgonára)
- BWV 985 – Átirat szóló csembalóra a következő mű alapján: Georg Philipp Telemann egyik hegedűversenye
- BWV 986 – Átirat szóló csembalóra a következő mű alapján: (ismeretlen concerto, talán Telemanntól)
- BWV 987 – Átirat szóló csembalóra a következő mű alapján: János Ernő herceg: Concerto Op. 1, No. 4

### Variációk és egyéb művek billentyűs hangszerekre (BWV 988–994)
- BWV 988 – Goldberg-variációk
- BWV 989 – Aria variata alla maniera italiana (a-moll)
- BWV 990 – Sarabande con partite (C-dúr)
- BWV 991 – Air c-moll variációkkal (befejezetlen)
- BWV 992 – Capriccio sopra la lontananza del suo fratello dilettissimo (B-dúr)
- BWV 993 – Capriccio (E-dúr)
- BWV 994 – Applicatio (C-dúr)

## Szólóművek (BWV 995–1013)

### Lantművek (BWV 995-1000)
- BWV 995 – g-moll szvit (a c-moll csellószvit átirata)
- BWV 996 – e-moll szvit
- BWV 997 – c-moll szvit
- BWV 998 – Esz-dúr prelúdium, fúga és allegro
- BWV 999 – c-moll prelúdium
- BWV 1000 – g-moll fúga (a bwv 1001 2. tétele alapján)

### Szonáták és partiták hegedűre (BWV 1001-1006)
- BWV 1001 – g-moll szonáta
- BWV 1002 – h-moll partita
- BWV 1003 – a-moll szonáta
- BWV 1004 – d-moll partita
- BWV 1005 – C-dúr szonáta
- BWV 1006 – E-dúr partita'

### Lantszvitek (BWV 1006a)
- BWV 1006a – E-dúr szvit

### Csellószvitek (BWV 1007–1012)
- BWV 1007 – G-dúr szvit
- BWV 1008 – d-moll szvit
- BWV 1009 – C-dúr szvit
- BWV 1010 – Esz-dúr szvit
- BWV 1011 – c-moll szvit
- BWV 1012 – D-dúr szvit

### Fuvolapartita (BWV 1013)
- BWV 1013 – a-moll partita fuvolára

## Kamarazene (BWV 1014–1040)

### Szonátákhegedűre és billentyűs hangszerre (BWV 1014–1026)
- BWV 1014 – h-moll szonáta hegedűre és csembalóra
- BWV 1015 – A-dúr szonáta hegedűre és csembalóra
- BWV 1016 – E-dúr szonáta hegedűre és csembalóra
- BWV 1017 – c-moll szonáta hegedűre és csembalóra
- BWV 1018 – f-moll szonáta hegedűre és csembalóra (BWW 1018a: a 3. tétel korábbi változata)
- BWV 1019 – G-dúr szonáta hegedűre és csembalóra (BWV 1019a: korább változat, a III. tétel a bwv830 Correntéjének változata, az V. tétel ugyanennek a partitának a Gavotte-jának átirata)
- BWV 1020 – g-moll szonáta hegedűre vagy fuvolára (vagy furulyára)
- BWV 1021 – G-dúr szonáta hegedűre és basso continuóra
- BWV 1022 – F-dúr szonáta hegedűre és csembalóra (hitelessége vitatott)
- BWV 1023 – e-moll szonáta hegedűre és basso continuóra
- BWV 1024 – c-moll szonáta hegedűre és basso continuóra (hitelessége vitatott)
- BWV 1025 – A-dúr szvit hegedűre és basso continuóra
- BWV 1026 – g-moll fúga hegedűre és csembalóra (hitelessége vitatott)

### Szonátákviola da gambáraés billentyűs hangszerre (BWV 1027–1029)
- BWV 1027 – G-dúr szonáta viola da gambára és csembalóra (BWV 1027a: a 4. tétel változata)
- BWV 1028 – D-dúr szonáta viola da gambára és csembalóra
- BWV 1029 – g-moll szonáta viola da gambára és csembalóra

### Szonáták fuvolára és billentyűs hangszerre (BWV 1030-1035)
- BWV 1030 – h-moll szonáta furulyára és csembalóra
- BWV 1030a – g-moll szonáta csembalóra és ismeretlen hangszerre (valószínűleg oboa vagy viola da gamba)
- BWV 1031 – Esz-dúr szonáta fuvolára (vagy furulyára) és csembalóra
- BWV 1032 – A-dúr szonáta fuvolára (vagy furulyára) és csembalóra
- BWV 1033 – C-dúr szonáta fuvolára (vagy furulyára) és basso continuóra
- BWV 1034 – e-moll szonáta fuvolára (vagy furulyára) és basso continuóra
- BWV 1035 – E-dúr szonáta fuvolára (vagy furulyára) és basso continuóra

### Triószonáták(BWV 1036-1040)
- BWV 1036 – d-moll szonáta 2 hegedűre és billentyűs hangszerre (Carl Philipp Emanuel Bach műve)
- BWV 1037 – C-dúr szonáta 2 hegedűre és billentyűs hangszerre (Johann Gottlieb Goldberg műve)
- BWV 1038 – G-dúr szonáta fuvolára, hegedűre és basso continuóra (a BWV 1021 változata, szinte változatlan basszussal)
- BWV 1039 – G-dúr szonáta két fuvolára és basso continuóra
- BWV 1040 – F-dúr szonáta oboára, hegedűre és basso continuóra

## Zenekariművek (BWV 1041–1071)

### Hegedűversenyek (BWV 1041–1045)
- BWV 1041 – a-moll hegedűverseny
- BWV 1042 – e-dúr hegedűverseny
- BWV 1043 – d-moll hegedű-kettősverseny
- BWV 1044 – a-moll versenymű csembalóra, fuvolára, hegedűre és vonósokra
- BWV 1045 – D-dúr sinfonia

### Brandenburgi versenyek(BWV 1046–1051)
- BWV 1046 – I. F-dúr versenymű
- BWV 1046a – F-dúr sinfonia
- BWV 1047 – II. F-dúr versenymű
- BWV 1048 – III. G-dúr versenymű
- BWV 1049 – IV. G-dúr versenymű
- BWV 1050 – V. D-dúr versenymű
- BWV 1050a – D-dúr concerto csembalóra, hegedűre, fuvolára és vonósokra (a BWV 1050 korábbi változata)
- BWV 1051 – VI. B-dúr versenymű

### Csembalóversenyek (BWV 1052–1065)
- BWV 1052 – d-moll versenymű csembalóra és vonósokra
- BWV 1053 – E-dúr versenymű csembalóra és vonósokra
- BWV 1054 – D-dúr versenymű csembalóra és vonósokra
- BWV 1055 – A-dúr versenymű csembalóra és vonósokra
- BWV 1056 – f-moll versenymű csembalóra és vonósokra
- BWV 1057 – F-dúr versenymű csembalóra, két furulyára és vonósokra
- BWV 1058 – g-moll versenymű csembalóra és vonósokra
- BWV 1059 – (töredékben maradt fenn)
- BWV 1060 – c-moll versenymű két csembalóra és vonósokra
- BWV 1061 – C-dúr versenymű két csembalóra és vonósokra
- BWV 1062 – c-moll versenymű két csembalóra és vonósokra
- BWV 1063 – d-moll versenymű három csembalóra és vonósokra
- BWV 1064 – C-dúr versenymű három csembalóra és vonósokra
- BWV 1065 – a-moll versenymű négy csembalóra és vonósokra

### Zenekari szvitek (BWV 1066–1071)
- BWV 1066 – C-dúr zenekari szvit (No. 1)
- BWV 1067 – h-moll zenekari szvit (No. 2)
- BWV 1068 – D-dúr zenekari szvit (No. 3)
- BWV 1069 – D-dúr zenekari szvit (No. 4)
- BWV 1070 – g-moll zenekari szvit (hitelessége vitatott)
- BWV 1071 – F-dúr sinfonia

## Kánonok (orgonára) (BWV 1072–1078)
- BWV 1072 – Canon trias harmonica
- BWV 1073 – Canon a 4 perpetuus
- BWV 1074 – Canon a 4
- BWV 1075 – Canon a 2 perpetuus
- BWV 1076 – Canon triplex a 6
- BWV 1077 – Canone doppio sopr'il soggetto
- BWV 1078 – Canon super fa mi a 7 post tempus misicum

## Késeikontrapunktikusművek (BWV 1079–1080)
- BWV 1079 – Musikalisches Opfer
- BWV 1080 – A fúga művészete

## Újonnan felfedezett művek (BWV 1081–1127)

### Egyéb művek (BWV 1081–1089)
- BWV 1081 – Credo in unum Deum (kórusmű)
- BWV 1082 – Suscepit Israel puerum suum (kórusmű)
- BWV 1083 – Tilge, Höchster, meine Sünden (motetta)
- BWV 1084 – O hilf, Christe, Gottes Sohn (korál)
- BWV 1085 – O Lamm Gottes, unschuldig (korálprelűd)
- BWV 1086 – Canon concordia discors (orgonára)
- BWV 1087 – 14 kánon a Goldberg-variációk témájának első nyolc hangjegyére (orgonára)
- BWV 1088 – So heb ich denn mein Auge sehnlich auf (basszusária)
- BWV 1089 – Da Jesus an dem Kreutze stund (korál)

### Orgonakorálok a Neumeister-gyűjteményből (BWV 1090–1120)
- BWV 1090 – Wir Christenleut
- BWV 1091 – Das alte Jahr vergangen ist
- BWV 1092 – Herr Gott, nun schleuß den Himmel auf
- BWV 1093 – Herzliebster Jesu, was hast du verbrochen
- BWV 1094 – O Jesu, wie ist dein Gestalt
- BWV 1095 – O Lamm Gottes unschuldig
- BWV 1096 – Christe, der du bist Tag und Licht (oder: Wir danken dir, Herr Jesu Christ)
- BWV 1097 – Ehre sei dir, Christe, der du leidest Not
- BWV 1098 – Wir glauben all an einen Gott
- BWV 1099 – Aus tiefer Not schrei ich zu dir
- BWV 1100 – Allein zu dir, Herr Jesu Christ
- BWV 1101 – Durch Adams Fall ist ganz verderbt
- BWV 1102 – Du Friedefürst, Herr Jesu Christ
- BWV 1103 – Erhalt uns, Herr, bei deinem Wort
- BWV 1104 – Wenn dich Unglück tut greifen an
- BWV 1105 – Jesu, meine Freude
- BWV 1106 – Gott ist mein Heil, mein Hilf und Trost
- BWV 1107 – Jesu, meines Lebens Leben
- BWV 1108 – Als Jesus Christus in der Nacht
- BWV 1109 – Ach Gott, tu dich erbarmen
- BWV 1110 – O Herre Gott, dein göttlich Wort
- BWV 1111 – Nun lasset uns den Leib begrab’n
- BWV 1112 – Christus, der ist mein Leben
- BWV 1113 – Ich hab mein Sach Gott heimgestellt
- BWV 1114 – Herr Jesu Christ, du höchstes Gut
- BWV 1115 – Herzlich lieb hab ich dich, o Herr
- BWV 1116 – Was Gott tut, das ist wohlgetan
- BWV 1117 – Alle Menschen müssen sterben
- BWV 1118 – Werde munter, mein Gemüte
- BWV 1119 – Wie nach einer Wasserquelle
- BWV 1120 – Christ, der du bist der helle Tag

### Egyéb orgonaművek (BWV 1121–1126)
- BWV 1121 – Fantasie
- BWV 1122 – Denket doch, Ihr Menschenkinder
- BWV 1123 – Wo Gott zum Haus nicht gibt sein Gun
- BWV 1124 – Ich ruf zu Dir, Herr Jesu Christ
- BWV 1125 – O Gott, du frommer Gott
- BWV 1126 – Lobet Gott, unsern Herrn

### Ária (BWV 1127)
- BWV 1127 – Alles mit Gott, und nichts ohn' ihn

## BWV Anhang (BWW Anh. 43-189)
A BWV Anhang a Bach-Werke-Verzeichnis melléklete, amely a később előkerült műveket tartalmazza.

### Egyéb művek (BWV Anh.43–112)
- BWV Anh. 43 – Fúga (orgonára)
- BWV Anh. 44 – Fúga (orgonára)
- BWV Anh. 45 – Fúga (orgonára)
- BWV Anh. 46 – Trió (orgonára)
- BWV Anh. 47 – Ach Herr, mich armen Sünder (Bach szerzősége vitatott)
- BWV Anh. 48 – Allein Gott in der Höh' sei Ehr (Bach szerzősége vitatott)
- BWV Anh. 49 – Ein feste Burg ist unser Gott (Bach szerzősége vitatott)
- BWV Anh. 50 – Erhalt uns, Herr, bei deinem Wort (Bach szerzősége vitatott)
- BWV Anh. 51 – Erstanden ist der heilige Christ (Bach szerzősége vitatott)
- BWV Anh. 52 – Freu dich sehr, o meine Seele (Bach szerzősége vitatott)
- BWV Anh. 53 – Freu dich sehr, o meine Seele (Bach szerzősége vitatott)
- BWV Anh. 54 – Helft mir Gottes Güte preisen (Bach szerzősége vitatott)
- BWV Anh. 55 – Herr Christ, der einig' Gottes Sohn (Bach szerzősége vitatott)
- BWV Anh. 56 – Herr Jesu Christ, dich zu uns wend’ (Bach szerzősége vitatott)
- BWV Anh. 57 – Jesu Leiden, Pein und Tod (Bach szerzősége vitatott)
- BWV Anh. 58 – Jesu, meine Freude (Bach szerzősége vitatott)
- BWV Anh. 59 – Jesu, meine Freude (Bach szerzősége vitatott)
- BWV Anh. 60 – Non lob', mein' Seel' den Herren (Bach szerzősége vitatott)
- BWV Anh. 61 – O Mensch, bewein' dein' Sünde groß (Bach szerzősége vitatott)
- BWV Anh. 62a – Sei Lob und Ehr mit hohem Preis (Bach szerzősége vitatott)
- BWV Anh. 62b – Sei Lob und Ehr mit hohem Preis (Bach szerzősége vitatott)
- BWV Anh. 63 – Von Himmel hoch (Bach szerzősége vitatott)
- BWV Anh. 64 – Von Himmel hoch (Bach szerzősége vitatott)
- BWV Anh. 65 – Von Himmel hoch (Bach szerzősége vitatott)
- BWV Anh. 66 – Wachet auf, ruft uns die Stimme (Bach szerzősége vitatott)
- BWV Anh. 67 – Was Gott tut, das ist wohlgetan (Bach szerzősége vitatott)
- BWV Anh. 68 – Wer nur den lieben Gott läßt walten (Bach szerzősége vitatott)
- BWV Anh. 69 – Wir glauben all'an einen Gott (Bach szerzősége vitatott)
- BWV Anh. 70 – Wir glauben all'an einen Gott (Bach szerzősége vitatott)
- BWV Anh. 71 – Wo Gott, der Herr, nicht bei uns hält (Bach szerzősége vitatott)
- BWV Anh. 72 – 1. kánon (Bach szerzősége vitatott)
- BWV Anh. 77 – Herr Christ, der eining' Gottessohn (Bach szerzősége vitatott)
- BWV Anh. 78 – Wenn wir in hochsten Noten sein (Bach szerzősége vitatott)
- BWV Anh. 79 – Befiehl du deine Wege (Bach szerzősége vitatott)
- BWV Anh. 107 – fúga (Bach szerzősége vitatott)
- BWV Anh. 108 – fúga (Bach szerzősége vitatott)
- BWV Anh. 109 – fúga (Bach szerzősége vitatott)
- BWV Anh. 110 – fúga (Bach szerzősége vitatott)
- BWV Anh. 111 – Largo & Allegro (Bach szerzősége vitatott)
- BWV Anh. 112 – kép (Bach szerzősége vitatott)

### Művek Anna Magdalena Bach kottafüzetéből (BWV 113-131)
- BWV Anh. 113 – menüett (Bach szerzősége vitatott)
- BWV Anh. 114 – menüett (szerzője valószínűleg Christian Petzold)
- BWV Anh. 115 – menüett (szerzője valószínűleg Christian Petzold)
- BWV Anh. 116 – menüett (Bach szerzősége vitatott)
- BWV Anh. 117a – menüett (Bach szerzősége vitatott)
- BWV Anh. 117b – menüett (Bach szerzősége vitatott)
- BWV Anh. 118 – menüett (Bach szerzősége vitatott)
- BWV Anh. 119 – polonéz (Bach szerzősége vitatott)
- BWV Anh. 120 – menüett (Bach szerzősége vitatott)
- BWV Anh. 121 – menüett (Bach szerzősége vitatott)
- BWV Anh. 122 – induló (Carl Philipp Emanuel Bach műve)
- BWV Anh. 123 – polonéz (Carl Philipp Emanuel Bach műve)
- BWV Anh. 124 – induló (Carl Philipp Emanuel Bach műve)
- BWV Anh. 125 – polonéz (Carl Philipp Emanuel Bach műve)
- BWV Anh. 126 – musette (Bach szerzősége vitatott)
- BWV Anh. 127 – induló (Bach szerzősége vitatott)
- BWV Anh. 128 – polonéz (Bach szerzősége vitatott)
- BWV Anh. 129 – szoló – (Carl Philipp Emanuel Bach műve)
- BWV Anh. 130 – polonéz (Johann Adolph Hasse műve)
- BWV Anh. 131 – tétel (Bach szerzősége vitatott)
- BWV Anh. 132 – menüett (Bach szerzősége vitatott)

### Vitatott szerzőségű művek (BWV 132-153)
- BWV Anh. 133 – fantázia
- BWV Anh. 134 – scherzo
- BWV Anh. 135 – burleszk
- BWV Anh. 136 – trió
- BWV Anh. 137 – L'Intrada della Caccia
- BWV Anh. 138 – Continuazione della Caccia
- BWV Anh. 139 – Il Fine delle Caccia – I
- BWV Anh. 140 – Il Fine delle Caccia – II
- BWV Anh. 141 – O Gott die Christenhalt (zsoltár)
- BWV Anh. 142 – 110 zsoltár
- BWV Anh. 143 – polonéz
- BWV Anh. 144 – polonéz trió
- BWV Anh. 145 – induló
- BWV Anh. 146 – induló
- BWV Anh. 147 – La Combattuta
- BWV Anh. 148 – scherzo
- BWV Anh. 149 – menüett
- BWV Anh. 150 – trió
- BWV Anh. 151 – versenymű
- BWV Anh. 152 – versenymű
- BWV Anh. 153 – szonáta

### Tévesen Bachnak tulajdonított művek (BWV 158-189)
- BWV Anh. 158 – ária: Andro dall' colle al prato
- BWV Anh. 159 – motetta: Ich lasse dich nicht, du segnest mich denn
- BWV Anh. 160 – motetta: Jauchzet dem Herrn, alle Welt
- BWV Anh. 161 – motetta: Kundlich gross ist das gottselige Geheimnis
- BWV Anh. 162 – motetta: Lob und Ehre und Weishelt und Dank
- BWV Anh. 163 – motetta: Merk aud, mein Herz, und sieh dorthin
- BWV Anh. 164 – motetta: Nun danket alle Gott
- BWV Anh. 165 – motetta: Unser Wandel ist im Himmel
- BWV Anh. 177 – prelúdium és fúga
- BWV Anh. 178 – toccata quasi Fantasia fúgával
- BWV Anh. 179 – fantázia
- BWV Anh. 180 – fúga
- BWV Anh. 181 – fúga
- BWV Anh. 182 – passacaglia
- BWV Anh. 183 – rondó: Les Bergeries ( szerzője François Couperin)
- BWV Anh. 184 – szonáta
- BWV Anh. 185 – szonáta
- BWV Anh. 186 – szonáta
- BWV Anh. 187 – trió
- BWV Anh. 188 – szonáta (Concerto) két billentyűs hangszerre
- BWV Anh. 189 – a-moll versenymű

## Rekonstruált művek
A következő művek rekonstruálásánál ezek csembalóra készült átiratait használták fel.
- BWV 1052r – d-moll hegedűverseny
- BWV 1053r – D-dúr oboa d’amore versenymű/F-dúr oboa versenymű
- BWV 1055r – A-dúr oboa d’amore versenymű
- BWV 1056r – g-moll hegedűverseny/g-moll oboaverseny
- BWV 1059r – d-moll oboaverseny
- BWV 1060r – c-moll/d-moll versenymű hegedűre és oboára
- BWV 1064r – D-dúr versenymű három hegedűre

## Források

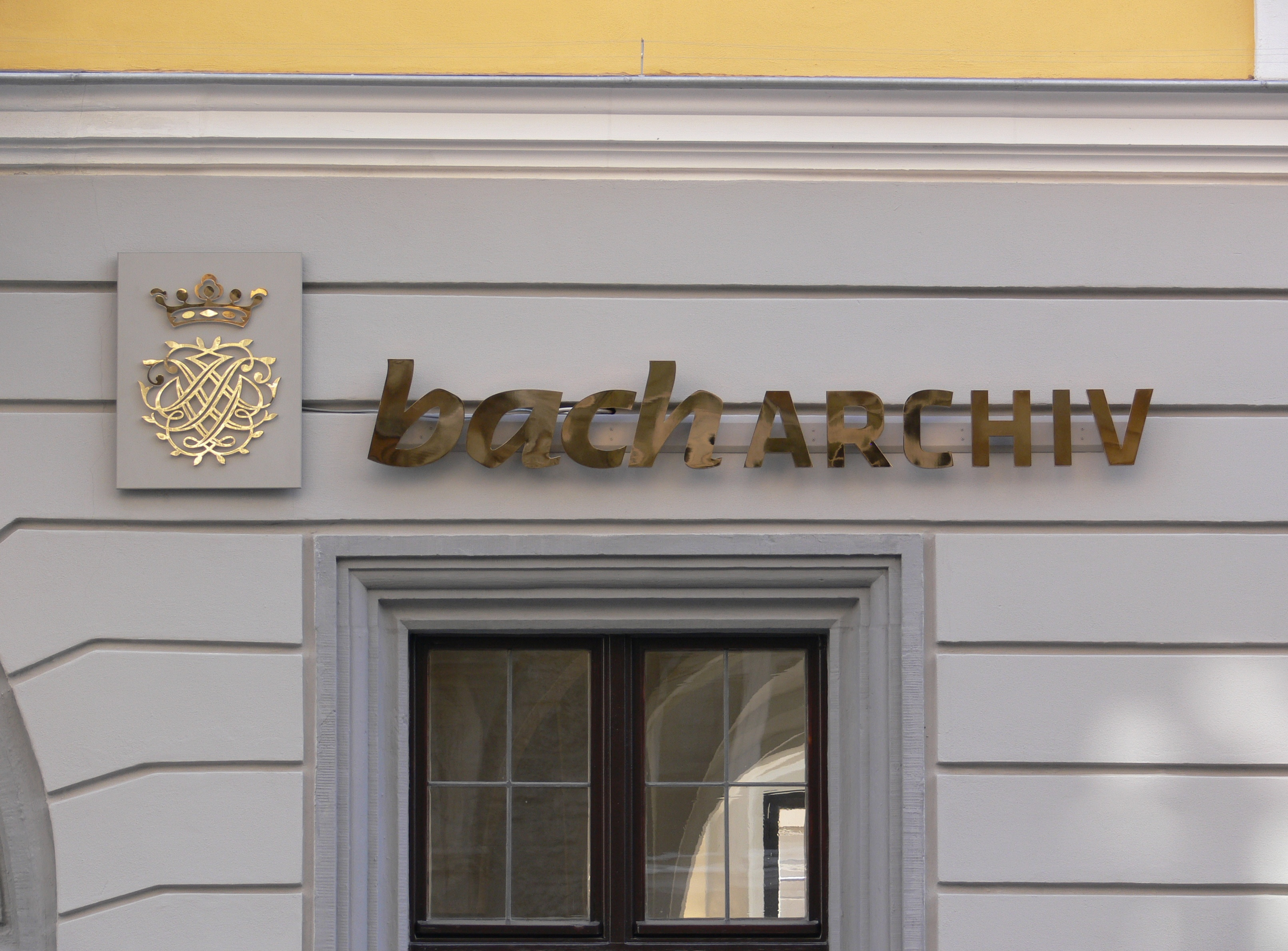